# مارك شتاين (موسيقي)
مارك شتاين (بالإنجليزية: Mark Stein)‏ هو موسيقي وملحن أمريكي، ولد في 11 مارس 1947 في بايون في الولايات المتحدة.

## وصلات خارجية
- الموقع الرسمي
- مارك شتاين على موقع IMDb (الإنجليزية)
- مارك شتاين على موقع ميوزك برينز (الإنجليزية)
- مارك شتاين على موقع ديسكوغز (الإنجليزية)